# Diores auricula
Diores auricula là một loài nhện trong họ Zodariidae. Loài này phân bố ở Zimbabwe.
Loài này thuộc chi Diores. Diores auricula được Shirley Cotter Tucker miêu tả năm 1920.
1. ↑  Platnick, Norman I. (2010): The world spider catalog, version 10.5. American Museum of Natural History.
2. ↑  GBIF. Diersoorten die voorkomen năm Zimbabwe. The Global Biodiversity Information Facility (GBIF) Lưu trữ ngày 5 tháng 3 năm 2016 tại Wayback Machine. Opgevraagd op ngày 19 tháng 12 năm 2011.

biologie|2011|10|21}}